# Hangry & Angry
Hangry & Angry (яп. ハングリーとアングリー) — женская японская визуал кей группа, образованная в 2008 году двумя бывшими участницами Morning Musume — Хитоми Ёсидзавой (Hangry) и Рикой Исикавой (Angry). Их первый мини-альбом «Kill Me Kiss Me» вышел одновременно в Японии и Южной Корее 19 ноября 2008 года.
Изначально не было объявлено, кто эти две девушки, но фанаты быстро узнали в них Ёсидзаву и Исикаву. Хотя изначально официальное название группы «Hangry & Angry», сейчас оно стилизовано под «hANGRY&ANGRY».

## Дискография

### Альбомы
| №   | Название        | Дата релиза    | Тип альбома      |
| --- | --------------- | -------------- | ---------------- |
| 0.5 | Kill Me Kiss Me | 19 ноября 2008 | Мини-альбом      |
| 1   | Sadistic Dance  | 18 ноября 2009 | Студийный альбом |

### Синглы
| № | Название                        | Дата релиза     |
| - | ------------------------------- | --------------- |
| 1 | «Kill Me Kiss Me»               | 10 октября 2008 |
| 2 | «Sadistic Dance» Digital single | 11 апреля 2009  |